# Йенч, Макс
Макс Йенч (полностью Максимилиан Карл Йенч, нем. Maximillian Karl Jentsch; 5 августа 1855, Циезар — 9 ноября 1918, Штендаль) — немецкий композитор.
По первому образованию специалист по геометрии, однако затем решил посвятить себя музыке и в 1876—1880 гг. учился в берлинской Консерватории Штерна как пианист. В 1883 г. предпринял гастрольную поездку по Османской империи и в 1884 г. обосновался в Константинополе. В 1889 г. вернулся в Западную Европу, концертировал в Вене, Париже, Брюсселе и Гамбурге, некоторое время работал в Берлине как фортепианный педагог. С 1894 г. жил и работал в Вене, преподавал композицию в Венской консерватории (где среди его учеников был, в частности, Август Кубичек). Здесь главными пропагандистами музыки Йенча выступили скрипач Август Дюсберг и его жена пианистка Натали Дюсберг, исполняя его ансамблевые сочинения (в том числе посвящённый пианистке фортепианный квартет Op. 58). Йенчу также принадлежит ряд фортепианных пьес и вокальных произведений.